# Patricia Dormann
Patricia Dormann Flückiger (* 17. Juni 1966 in Luzern) ist eine ehemalige Schweizer Beachvolleyballspielerin.

## Leben und Erfolge
Patricia Dormann wurde mit ihrer damaligen Partnerin Nicole Schnyder-Benoit 1997 in Bern im Marzilibad Schweizer Meisterin. Seit 2002 ist sie verheiratet mit Martin Flückiger und Mutter von zwei Kindern (Luc und Zoé). Die Juristin arbeitet heute als Projektsekretärin und Gesetzesredaktorin beim Justiz- und Sicherheitsdepartement des Kantons Luzern.